# 粕谷幸司
粕谷 幸司（かすや こうじ、1983年8月2日 - ）は、日本の男性タレント・エンターテイナー。
埼玉県所沢市出身。血液型はA型。先天的にメラニンが欠乏する遺伝子疾患（アルビノ）。

## 略歴
日本大学芸術学部映画学科脚本コースを卒業。2006年11月より、中澤まさとも・平居正行と「Project One-Size」を結成する。
2007年7月より、株式会社サムライファクトリーに勤務（2010年7月 退社）する傍ら、東京アナウンスアカデミー放送タレントDJ（養成・プロ育成）コースを修了した。
NPO法人マイフェイス・マイスタイルで理事をしていた（2011年2月 - 2014年6月）。
2013年9月より、株式会社フェザードに所属していた（2015年3月 退所）。
2013年7月より、株式会社ルーナファクトリーで女性アイドル のプロデューサー・マネージャー活動をしていた（2016年3月 退職）。
声優の中澤まさともがフリーランスの期間（2016年6月 - 11月）にサポートをしていた。
2016年9月より、魔法少女☆りりぽむ というアイドルのマネージャーをしていた。

## 出演

### テレビ・映像
- 映像作品『逃想少年』[9] - シュウヤ 役
- NHK『ニュース7』[10]
- NHK Eテレ『ハートネットTV』Our Voices（11月号）[11]
- AbemaTV「AbemaPrime」[12]）

### ラジオ
- 月乃光司のハート宅配便[13]
- TBSラジオ『土曜朝イチエンタ。堀尾正明＋PLUS!』[14]
- 文化放送『大竹まこと ゴールデンラジオ』[15]

#### Project One-Size での番組
- One-Sizeポッドキャスト『ナントカ実験室[16]』（構成・メインパーソナリティ・編集）※2011年9月21日 最終回
- One-Sizeポッドキャスト『粕谷幸司の「ゲスト中澤まさとも」ver.平居[17]』（構成・メインパーソナリティ・編集）※2013年11月1日 最終回
- Project One-Size Podcast『3色丼』（構成・メインパーソナリティ・編集）※2021年11月1日 最終回[18]
- Project One-Size『That’s 談SHOW』（パーソナリティ・制作）

### 紙面・誌面
- THE BIG ISSUE JAPAN 196号
- 書籍『アルビノを生きる』[19]
- 『月刊サイゾー』（2016年9月号）
- 埼玉新聞[20]
- 朝日新聞[21]
- 神奈川新聞[22]

### インターネット
- MFMS_Official 『ヒロコヴィッチの穴』（Ustreamチャンネル）
- WALLOP放送局 『ファンマス・ザ・ミュージック』※2013年12月 最終回[23]
- ニコ生岡田斗司夫ゼミ「FREEex組織の作り方教えます」[24]
- 粕谷幸司【写真素材 足成：特集】 - アルビノの日本人モデル
- WALLOP放送局 『女王失格 feat.夢幻レジーナ』※2014年9月 最終回[23]
- ヴィレッジヴァンガード　通販限定商品『魔道士パーカー』 - モデル写真[25]
- withnews（ウィズニュース）[26]

### 演劇・イベント
- 舞台『真相-criminal-』（2005年、劇団シナプス成長期） - 作・演出・院長 役
- ヒューマンライブラリー（明治大学、駒澤大学 ほか）
- 朗読ライブ『Alliance』[27]
- 中澤まさともバースデーイベント『2014-0214』[28]　＊ショートストーリー脚本・進行MC
- イベント『声の仕事　ワンでーれっすんす〜ん』
- Project One-Size 10th event　＊総合制作・脚本・出演

## 制作・その他
- 総合情報誌『マイ・フェイス』[29]　＊編集・コラム『アルビノ・マイライフ』連載
- 朗読ライブ『Alliance』[30]
- PS3『ハーレム天国だと思ったらヤンデレ地獄だった』
- ハフィントンポスト日本版　＊ブログ寄稿
- 新潮社『波』[31]
- Project One-Size オリジナルテーマソング『One more Smile』
- Project One-Size 2ndオリジナルソング『…らしさ？』（c/w 『あん more Smile』）